# Герб Мурованого (Самбірський район)
Герб Мурованого — офіційний символ села Муроване, Самбірського району Львівської області, затверджений 30 квітня 1996 року рішенням сесії Мурованської сільської ради.
Автор — А. Гречило.

## Опис
У зеленому полі срібна замкова брама з відкритими воротами і двома вежами, на кожній з яких по 4 мерлони та по одній бійниці.

## Зміст
Для символів використано сюжет із печаток містечка з другої половини ХІХ ст., що розповідає про його історію та свідчить про оборонне значення і наявність тут замка.
Щит увінчано червоною міською короною, що вказує на село, яке давніше було містечком.